# Пиер Мбемба
Пиер Мбемба (Pierre Emanuel „Pieter“ Mbemba) е футболист от Демократична република Конго, защитник.
Състезател е на ПФК „Академик“ (София) през сезон 2010/11.